# Jegor Alexejewitsch Korschkow
Jegor Alexejewitsch Korschkow (russisch Егор Алексеевич Коршков; englische Transkription: Yegor Alexeyevich Korshkov; * 10. Juli 1996 in Nowosibirsk) ist ein russischer Eishockeyspieler, der seit August 2020 für Lokomotive Jaroslawl in der Kontinentalen Hockey-Liga (KHL) auf der Position des rechten Flügelstürmers spielt.

## Karriere
Jegor Korschkow begann seine Karriere als Eishockeyspieler in seiner Geburtsstadt in der Nachwuchsabteilung von HK Sibir Nowosibirsk. Im Juli 2013 wurde der Flügelstürmer von Lokomotive Jaroslawl verpflichtet. In der Saison 2014/15 debütierte er in der Kontinentalen Hockey-Liga (KHL). Der Flügelspieler wurde im NHL Entry Draft 2016 in der zweiten Runde als insgesamt 31. Spieler von den Toronto Maple Leafs aus der National Hockey League (NHL) ausgewählt.
Diese statteten ihn im Mai 2019 mit einem Einstiegsvertrag aus. Der Russe verbrachte den Großteil der Spielzeit 2019/20 jedoch bei Torontos Farmteam, den Toronto Marlies, in der American Hockey League (AHL). Dort hatte er bereits in den Playoffs der Vorsaison debütiert. Am 16. Februar 2020 debütierte Korschkow in der NHL und schoss dabei auch sein erstes Tor. Zur Saison 2020/21 kehrte er leihweise zu Lokomotive Jaroslawl in die KHL zurück, ehe seine NHL-Rechte im Februar 2021 von den Maple Leafs samt David Warsofsky an die Carolina Hurricanes abgegeben wurden. Im Gegenzug wechselte Alex Galchenyuk nach Toronto. Zum Ende der Saison 2020/21 wechselte er fest zu Jaroslawl, während sein NHL-Vertrag auslief. Seine NHL-Rechte wechselten derweil im März 2022 erneut den Besitzer, als diese im Rahmen des Transfers von Max Domi zu den Hurricanes von den Florida Panthers erworben wurden.

### International
Korschkow vertrat sein Heimatland Russland bei der U18-Junioren-Weltmeisterschaft 2014 und der U20-Junioren-Weltmeisterschaft 2016 teil.

## Erfolge und Auszeichnungen
- 2013 Russischer U17-Vizemeister mit Lokomotive-2014 Jaroslawl
- 2016 Charlamow-Pokal-Gewinn mit Loko Jaroslawl

### International
- 2013 Silbermedaille bei der World Junior A Challenge
- 2016 Silbermedaille bei der U20-Junioren-Weltmeisterschaft

## Karrierestatistik
Stand: Ende der Saison 2020/21

### International
Vertrat Russland bei:
- World Junior A Challenge 2013
- U18-Junioren-Weltmeisterschaft 2014
- U20-Junioren-Weltmeisterschaft 2016

(Legende zur Spielerstatistik: Sp oder GP = absolvierte Spiele; T oder G = erzielte Tore; V oder A = erzielte Assists; Pkt oder Pts = erzielte Scorerpunkte; SM oder PIM = erhaltene Strafminuten; +/− = Plus/Minus-Bilanz; PP = erzielte Überzahltore; SH = erzielte Unterzahltore; GW = erzielte Siegtore; 1 Play-downs/Relegation; Kursiv: Statistik nicht vollständig)